# Hemmahamn med frusen vestibul
Hemmahamn med frusen vestibul är en sång med drag av sjömansvisa, och med vintertema, skriven av Karl Ove Karlsson och Anders Wällhed, ursprungligen inspelad av Ewert Ljusberg på albumet Spökmatrosens sånger 1985.
1989 spelade Alf Robertson in låten på albumet Tacka vet jag vanligt folk, då med titeln En sjömanshustrus ballad.
1992 spelade Musikgruppen KAL in låten på albumet Gamla och nya sjömanssånger.
Lasse Stefanz spelade in låten på albumet Rallarsväng 2008, enbart under titeln Hemmahamn.  Den 8 juli 2008 framförde man den i Allsång på Skansen. Lasse Stefanz inspelning testades även på Svensktoppen, där den låg i sju veckor under perioden 14 september-26 oktober 2008, med sjundeplats som högsta placering där.